# اکالدی
اکالدی (به انگلیسی: Achalady) روستایی در هند است که در کارناتاکا واقع شده‌است.